# دراچوو
دراچوو (به بلغاری: Drachevo) یک منطقهٔ مسکونی در بلغارستان است که در استان بورگاس واقع شده‌است.